# Michail Tatarinov
Michail Vladimirovič Tatarinov (rusky Михаил Владимирович Татаринов;* 16. července 1966, Angarsk) je bývalý ruský hokejový obránce.

## Hráčská kariéra
S ledním hokejem začínal v týmu Jermak Angarsk, ale s profesionálním hokejem začal v sovětské nejvyšší lize v týmu Sokol Kyjev v sezóně 1983/84. Do NHL byl draftován v roce 1984 v 11. kole (celkově 225.) týmem Washington Capitals. V týmu Sokol Kyjev zůstal celkem tři sezóny (1983–1986) a v sezóně 1984/85 se s týmem umístil na 3 místě. Před novou sezónou 1986/87 změnil klub, když odešel do týmu HK Dynamo Moskva, kde strávil necelých 5 sezón a v sezóně 1989/90 pomohl k zisku titulu Mistra sovětské hokejové ligy. Sezónu 1990/91 začal v Dynamu Moskva, kde odehrál 11 zápasů a poté odešel do zámoří, do týmu Washington Capitals, který jej 4 roky před tím draftoval. V Capitals dohrál svou první sezónu v NHL, načež byl 22. června 1991 vyměněn do týmu Quebec Nordiques za 2. kolo draftu v roce 1991 (Eric Lavigne). V první sezóně v Québecu se mu dařilo a stal se nejproduktivnějším obráncem týmu se 38 body, ale týmu se moc nedařilo, když skončili jako druhý nejhorší tým v NHL. Ve druhé sezóně v Québecu odehrál pouze 28 zápasů, poté co jej trápilo zranění. 30. července 1993 podepsal smlouvu s týmem Boston Bruins jako volný hráč. Za Bruins odehrál 2 zápasy a na farmě odehrál za Providence Bruins 3 zápasy ve kterých nasbíral 3 asistence. Víc zápasů už neodehrál, protože byl nucen kvůli zranění ukončit aktivní hráčskou kariéru.

## Zajímavosti
- Stal se prvním ruským hráčem, který hrál za tým Washington Capitals

## Ocenění a úspěchy
- 1984 ME-18 – Nejlepší obránce
- 1985 MSJ – All-Star Tým
- 1986 MSJ – All-Star Tým
- 1986 MSJ – Nejlepší obránce
- 1990 MS – All-Star Tým
- 1990 MS – Nejlepší obránce

## Prvenství
- Debut v NHL – 23. října 1990 (Philadelphia Flyers proti Washington Capitals)
- První asistence v NHL – 6. listopadu 1990 (Quebec Nordiques proti Washington Capitals)
- První gól v NHL – 14. listopadu 1990 (Toronto Maple Leafs proti Washington Capitals, kanadskému brankáři Jeff Reese)

## Klubová statistika
| Sezóna       | Klub                | Soutěž       |     | Základní část | Základní část | Základní část | Základní část | Základní část |   | Play off | Play off | Play off | Play off | Play off |
| Sezóna       | Klub                | Soutěž       | Z   | G             | A             | B             | TM            | Z             | G | A        | B        | TM       |          |          |
| 1983/1984    | Sokol Kyjev         | SSSR         | 38  | 7             | 3             | 10            | 48            | —             | — | —        | —        | —        |          |          |
| 1984/1985    | Sokol Kyjev         | SSSR         | 34  | 3             | 6             | 9             | 54            | —             | — | —        | —        | —        |          |          |
| 1985/1986    | Sokol Kyjev         | SSSR         | 37  | 7             | 5             | 12            | 41            | —             | — | —        | —        | —        |          |          |
| 1986/1987    | HK Dynamo Moskva    | SSSR         | 40  | 10            | 8             | 18            | 43            | —             | — | —        | —        | —        |          |          |
| 1987/1988    | HC Dynamo Moskva    | SSSR         | 30  | 2             | 2             | 4             | 8             | —             | — | —        | —        | —        |          |          |
| 1988/1989    | HC Dynamo Moskva    | SSSR         | 4   | 1             | 0             | 1             | 2             | —             | — | —        | —        | —        |          |          |
| 1989/1990    | HC Dynamo Moskva    | SSSR         | 44  | 11            | 10            | 21            | 34            | —             | — | —        | —        | —        |          |          |
| 1990/1991    | HC Dynamo Moskva    | SSSR         | 11  | 5             | 4             | 9             | 6             | —             | — | —        | —        | —        |          |          |
| 1990/1991    | Washington Capitals | NHL          | 65  | 8             | 15            | 23            | 82            | —             | — | —        | —        | —        |          |          |
| 1991/1992    | Quebec Nordiques    | NHL          | 66  | 11            | 27            | 38            | 72            | —             | — | —        | —        | —        |          |          |
| 1992/1993    | Quebec Nordiques    | NHL          | 28  | 2             | 6             | 8             | 28            | —             | — | —        | —        | —        |          |          |
| 1993/1994    | Boston Bruins       | NHL          | 2   | 0             | 0             | 0             | 2             | —             | — | —        | —        | —        |          |          |
| 1993/1994    | Providence Bruins   | AHL          | 3   | 0             | 3             | 3             | 0             | —             | — | —        | —        | —        |          |          |
| Celkem v NHL | Celkem v NHL        | Celkem v NHL | 161 | 21            | 48            | 69            | 184           | —             | — | —        | —        | —        |          |          |

## Reprezentace
| Rok          | Tým          | Soutěž       | Z  | G | A | B  | TM |
| ------------ | ------------ | ------------ | -- | - | - | -- | -- |
| 1984         | SSSR 18      | ME-18        | 5  | 3 | 1 | 4  | 18 |
| 1984         | SSSR 20      | MSJ          | 7  | 1 | 2 | 3  | 0  |
| 1985         | SSSR 20      | MSJ          | 5  | 1 | 2 | 3  | 6  |
| 1986         | SSSR 20      | MSJ          | 7  | 2 | 5 | 7  | 16 |
| 1990         | SSSR         | MS           | 10 | 3 | 8 | 11 | 20 |
| 1991         | SSSR         | KP           | 5  | 0 | 1 | 1  | 17 |
| Celkem v MSJ | Celkem v MSJ | Celkem v MSJ | 19 | 4 | 9 | 13 | 22 |